# Anathallis brevipes
Anathallis brevipes é uma espécie de orquídea (Orchidaceae) originária do Brasil.